# GSM1800
GSM1800(Global System for Mobile Communications 1800)은 GSM의 주파수 대역 중 하나인 1.8GHz를 사용하는 기술이다.

## 운용중인 국가
유럽 등에서 운용 중이며,대한민국에서는 한국통신(Korea Telecom, KT)에서 GSM900과 함께 운용하고 있다.